# José Carlos da Maia
José Carlos da Maia GCTE • ComA (Olhão, Olhão, 16 de março de 1877 — Lisboa, 19 de outubro de 1921) foi um oficial da Marinha de Guerra Portuguesa e destacado político republicano.

## Biografia
Nasceu em Olhão, a 16 de março de 1877, onde foi batizado na Igreja Paroquial de Nossa Senhora do Rosário, na freguesia de Olhão. Era filho de Carlos Augusto Maia, guardião da Armada, na altura destacado a bordo do vapor Argus, natural de Amoreira (Óbidos), e de Maria da Encarnação Cruz, natural de Olhão.
Casou em Lisboa, na 4.ª Conservatória do Registo Civil, a 4 de agosto de 1913, com Berta Castro, natural de Belém (Pará), Brasil, filha ilegítima de Isabel Leonor.
Entre outras funções, foi deputado à Assembleia Constituinte de 1911 e à Câmara de Deputados do Congresso da República, Governador de Macau (1914-1916), Presidente da Comissão Administrativa da Câmara Municipal de Lisboa, de janeiro a março de 1918, e Ministro da Marinha durante três meses e meio em 1918.
Fez parte da Maçonaria, tendo sido iniciado em 1907 na Loja Solidariedade.
Encontrava-se afastado da política activa quando foi assassinado na Noite Sangrenta de 19 de outubro de 1921. 
A mini-série da RTP, Noite Sangrenta, produzida em 2010, descreve os acontecimentos da noite de 19 de outubro de 1921, nomeadamente o assassinato de Carlos da Maia e os posteriores esforços da sua viúva, Berta Maia, em encontrar os responsáveis por detrás do crime. 

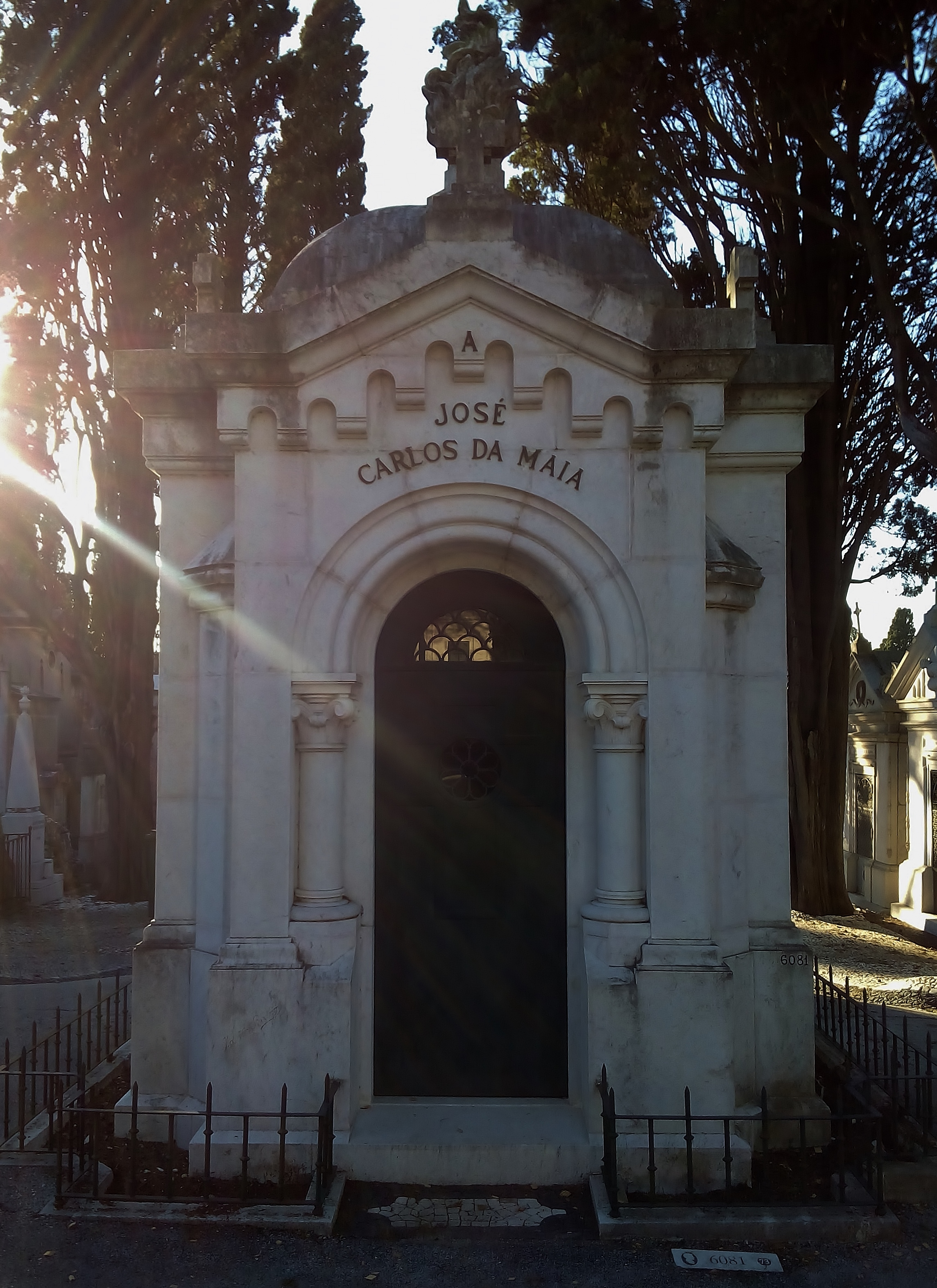
Jazigo de José Carlos da Maia, erigido em 1924 no Cemitério dos Prazeres, onde também repousa a sua esposa Berta

A 11 de novembro de 1927 foi agraciado a título póstumo com a Grã-Cruz da Ordem Militar da Torre e Espada, do Valor, Lealdade e Mérito.
O nome de Carlos da Maia é hoje recordado em diversos arruamentos e como patrono de uma escola básica na sua cidade natal, Olhão. 